# George Levick

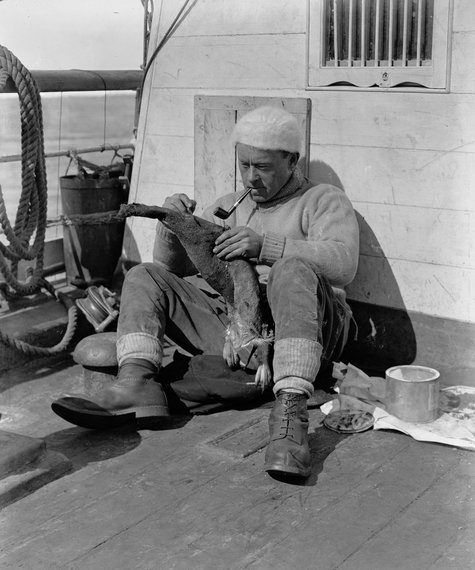
A bordo della nave Terra Nova, durante la spedizione del 1910.

George Murray Levick (Nottingham, 1877 – 30 maggio 1956) è stato un chirurgo ed esploratore britannico.

## Biografia
Dopo una breve carriera come medico, nel 1902 entra nella Royal Navy. Nel 1910 partecipa alla spedizione Terra Nova di Robert Falcon Scott in Antartide. Sotto il comando di Victor Campbell si unisce al Northern Party trascorrendo un inverno a capo Adare ed un altro nella baia Terra Nova ad Inexpressible Island. Durante il secondo anno raccoglie materiale sui pinguini di Adelia che sintetizzerà in un popolare libro al ritorno nel Regno Unito. Tuttavia, una parte delle sue osservazioni, quelle che riguardavano inusuali comportamenti sessuali esibiti dai pinguini, saranno da lui annotate in greco antico per evitarne la divulgazione: tali appunti saranno riscoperti e tradotti a circa un secolo di distanza dalla loro scrittura.
Nella prima guerra mondiale partecipa, insieme a Victor Campbell e Edward Atkinson, alla battaglia di Gallipoli.
Nel 1932 fonda la British Schools Exploring Society per dar la possibilità ai giovani britannici di avere esperienze di esplorazione in luoghi remoti.

## Opere
- (EN)  Antarctic penguins, a study of their social habits. William Heinemann, London (1914)